# Filosofia espanhola

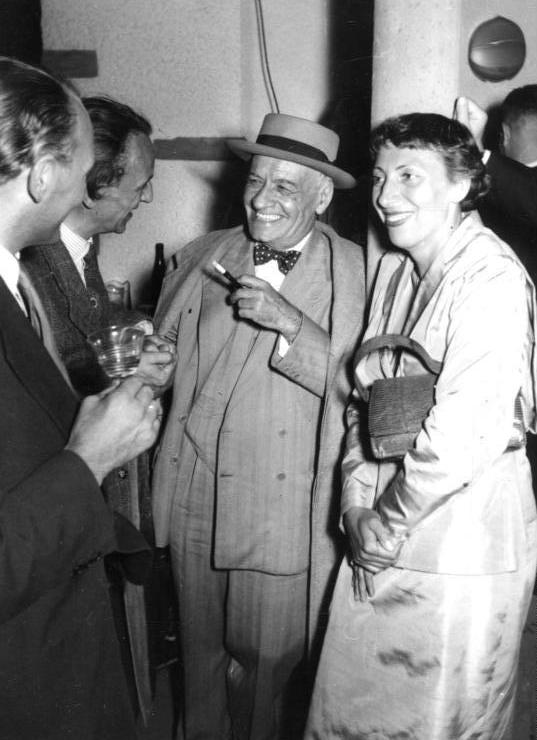
Ortega y Gasset é considerado maior filósofo espanhol do século XX.

Filosofia espanhola é a tradição filosófica do povo dos territórios que compõem a nação moderna da Espanha e de seus cidadãos no exterior. Embora o pensamento filosófico espanhol tenha tido uma influência profunda nas tradições filosóficas em toda a América Latina, a agitação política na Espanha durante o século XX diminuiu a influência da filosofia espanhola em contextos internacionais.  Dentro da Espanha durante esse período, os romances fictícios escritos com fundamentos filosóficos foram influentes, levando a alguns dos primeiros romances europeus modernistas, como as obras de Miguel de Unamuno e Pío Baroja.
Apesar de ter escrito sua obra em latim, Francisco Suárez foi um influente filósofo espanhol, exercendo grande impacto em autores como Leibniz, Grotius, Samuel Pufendorf, Schopenhauer e Martin Heidegger. Assim como Suárez, outros filósofos da época como Luís de Molina, Francisco de Vitoria, Domingo de Soto e Martín de Azpilcueta foram estudiosos da Escola de Salamanca.
Outra escola de pensamento foi a chamada Escola de Madrid, fundamentada em seu criador, José Ortega y Gasset, que inclui pensadores como Manuel García Morente, Joaquim Xirau, Xavier Zubiri, José Gaos, Luís Recasens Siches, María Zambrano, José Luis Aranguren, Francisco Ayala, Pedro Laín Entralgo, Manuel Granell, Antonio Rodríguez Huéscar e seu discípulo mais proeminente, Julián Marías.
Mais recentemente, no estilo ensaístico, Fernando Savater tem se destacado como um proeminente filósofo.